# Svět literatury
Svět literatury je recenzovaný odborný časopis se zaměřením na moderní evropské a americké literatury a literární teorii. Vydává jej Filozofická fakulta Univerzity Karlovy v Praze. 
Časopis vychází od roku 1991, periodicita je 2× ročně. 
Časopis je určen českým čtenářům z akademické obce s mezinárodním přesahem. V redakční radě jsou přední čeští i zahraniční literární vědci. Časopis obsahuje vědecké studie o literatuře a kultuře, recenzní studie, dokumenty a recenze literárněvědných publikací. Časopis také pořádá mezioborová kolokvia, jejichž výsledky pak shrnuje oddíl Diskuse. 
Od roku 2016 vychází i zvláštní čísla Světa literatury publikovaná v cizích jazycích a soustředěná k jednomu tématu, a to s účastí zahraničních autorů.
Časopis je založen na komparatistickém přístupu, jenž překonává hranice jednotlivých národních literatur.
Vedle českých předních vědců byly mezi autory časopisu významné osobnosti světové literární vědy, např. Carlos Fuentes (Mexiko), Xavier Galmiche (Francie), Stephen Greenblatt (Velká Británie), Aage Hansen-Löeve (Rakousko), Urs Heftrich (Německo), Miguel León-Portilla (Mexiko), Oleg Malevič (Rusko), Graciela Maturo (Argentina), Marc Quaghebeur (Belgie), Fernando Savater (Španělsko), Wasilij Ščukin (Polsko), Gertraude Zand (Rakousko).
Šéfredaktorem je doc. Josef Hrdlička. Redakce: Jana Kitzlerová, Mariana Machová, Daniel Soukup, Klára Soukupová, Záviš Šuman.
Jako všechny časopisy z produkce Vydavatelství Filozofické fakulty Univerzity Karlovy vychází i časopis Svět literatury od roku 2015 zcela v režimu Open Access a jeho digitální podoba je tedy čtenářům volně dostupná z webových stránek.